# Follow Me
《Follow Me》是日本女子組合E-girls的第3张单曲，於2012年10月3日由rhythm zone发售。

## 概要
- 《Follow Me》是組合bunny加入E-girls後第一張發行的單曲。
- 因成員數目激增，從此單曲開始，LDH採用選拔制度，所有成員參與訓練，如成員符合單曲的風格便獲選拔。
- A面曲 《Follow Me》是Samantha Thavasa《Samantha Thavasa ALL STARS》電視廣告歌曲、朝日電視台「お願い!ランキング」2012年10月份片尾曲。
- B面曲《向日葵（E-girls Version）》是E-girls第2首翻唱歌曲，原唱者為Dream
- 此單曲有2個版本，分別有「CD+DVD」和「CD ONLY」。「CD+DVD」收錄了《Follow Me》的Music Video。
- 在10月15日於公信榜单曲週排行榜取得第2位，是E-girls出道以來銷量排名最高的單曲。
- 在第64回NHK紅白歌合戰以組曲形式演唱（Follow Me + 滿懷歉意的Kissing You）

## 選拔成員

### Follow Me
- 螢光字為主唱
  - Dream：Ami
  - Happiness：SAYAKA、楓、藤井夏戀、YURINO
  - Flower：藤井萩花、中島美央、鷲尾伶菜、坂東希、佐藤晴美
  - bunny：武部柚那、武田杏香、石井杏奈、山口乃乃華
  - EGD：須田安娜、生田梨沙

- 在選拔名單中，第一次入選選拔組有bunny的武部柚那、武田杏香、石井杏奈、山口乃乃華與EGD的生田梨沙五人，而Ami和武部柚那更首次選拔為單曲的主唱位置
- 與前一張單曲《One Two Three》的選拔名單比較，Shizuka、Aya、Erie、MIYUU、杉枝真結、水野繪梨奈、重留真波、武藤千春、市來杏香、木津玲奈未有進入選拔組。

### READY GO
- 主唱：Aya、Erie、藤井夏戀、武藤千春、武部柚那

### 喜歡嗎?
- 主唱：Shizuka、鷲尾伶菜

### 向日葵（E-girls Version）
- 主唱：Shizuka、Aya、Ami、Erie、藤井夏戀、鷲尾伶菜、武藤千春、市來杏香、武部柚那

## 收錄内容

### CD
1. Follow Me
（作詞:Shoko Fujibayashi / 作曲:Jam9・ArmySlick）
2. READY GO
（作詞:Yu Shimoji / 作曲:Kazuhiro Hara）
3. 喜歡嗎?（好きですか?）
（作詞:Masao Odate / 作曲:SHIBU）
4. 向日葵（E-girls Version）（ヒマワリ (E-Girls Version)）
（作詞:Jam9 / 作曲:Jam9・ArmySlick）
5. Follow Me (Instrumental)
6. READY GO (Instrumental)
7. 喜歡嗎? (Instrumental)
8. 向日葵 (Instrumental)

### DVD
1. Follow Me（Music Clip）
2. Follow Me（Making Clip）